# Раду I
Раду I (рум. Radu I) (ок. 1330—1383) — воевода Валахии из династии Басарабов (в 1377—1383), второй сын валашского воеводы Николае I Александру.

## Биография
Раду был единственным сыном Николае Александру от его второй жены Клары Добокай.
В 1377 г. под давлением Венгрии и валашской боярской оппозиции правитель Валахии Владислав I (Воевода Влайку) вынужден был уступить валашский престол своему младшему брату Раду I. Завершил войну с Венгрией. В 1383 г. после смерти Раду валашский престол занял его старший сын Дан I.